# Sachbezug

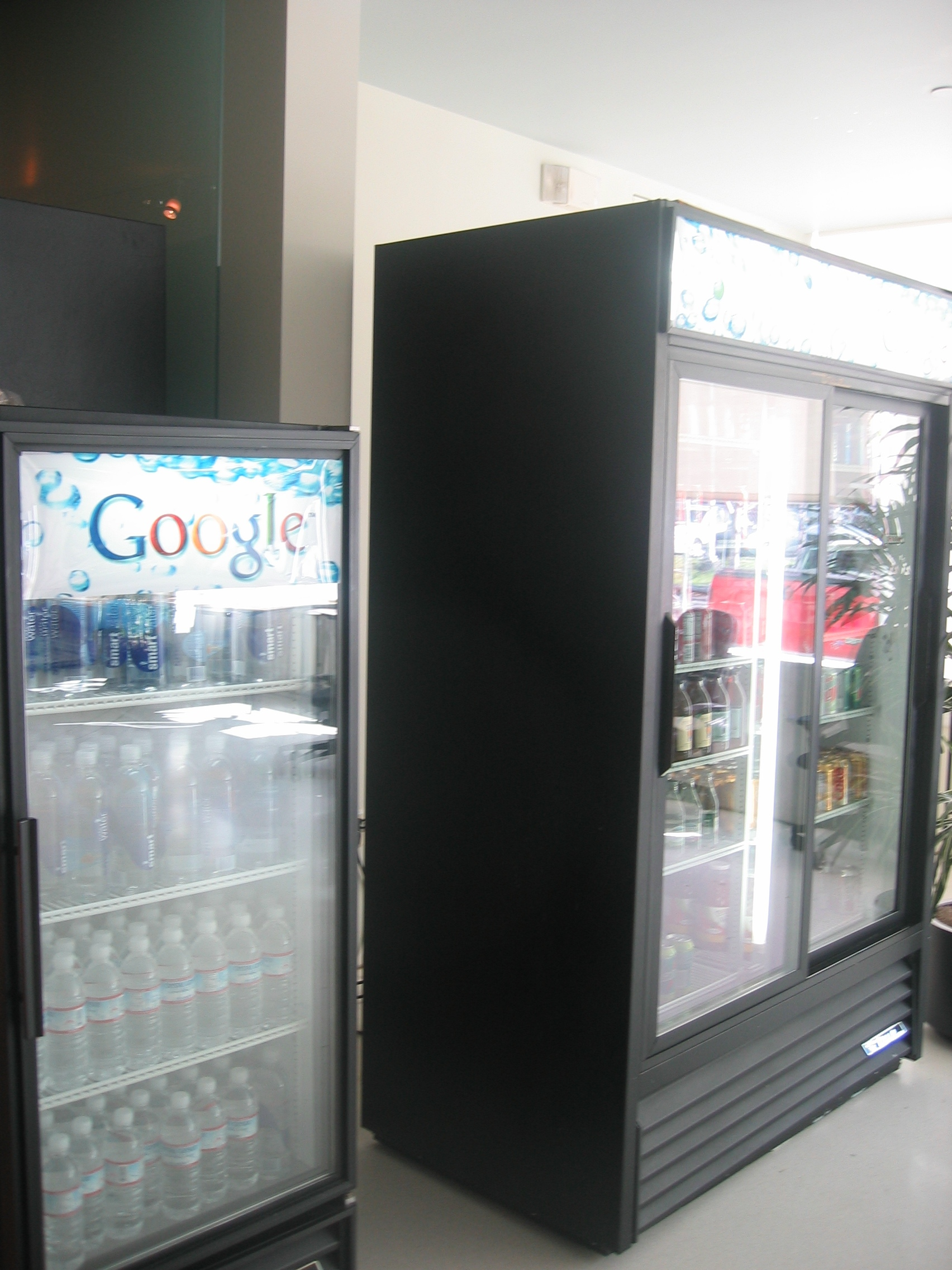
Sachbezug – kostenlose Getränke in einem Unternehmen

Als Sachbezug (englisch employee benefits, deutsch Sozialleistungen, Leistungen an Arbeitnehmer oder englisch fringe benefits, deutsch besondere Sozialleistungen, Gehaltsnebenleistungen) bezeichnet man Einnahmen, die nicht in Geld bestehen oder geldwerte Vorteile (gwV), die den Empfänger bereichern, oder den Naturallohn. In Österreich ist der Ausdruck Sachzuwendung an Dienstnehmer gebräuchlich.

## Deutschland
Zu den Einnahmen zählen alle Güter, die in Geld oder Geldeswert nach § 8 Abs. 1 EStG bestehen. Damit gehört der Wert eines Sachbezugs bei einem Arbeitnehmer zum steuerpflichtigen Arbeitslohn. Ein Sachbezug wird jedoch nach § 8 Abs. 2 Satz 11 EStG bis 50 Euro (bis Veranlagungszeitraum 2021: 44 Euro) im Kalendermonat nicht zum Arbeitslohn gezählt (Freigrenze) – ggf. nach Abzug des vom Steuerpflichtigen gezahlten Entgelts.

### Beispiele
- Überlassung eines Dienstwagens zum privaten Gebrauch
- Kost und Wohnung bei Hausangestellten
- Waren oder Dienstleistungen, die ein Arbeitnehmer aufgrund seines Arbeitsverhältnisses billiger oder unentgeltlich erhält; siehe Deputatlohn, Personalrabatt
- Die Differenz zwischen aktuellem Kurswert und Basiswert einer Aktie beim Ausüben von Aktienoptionen, die dem Arbeitnehmer gewährt wurden.
- Gutscheine, wie z. B. Tankgutscheine, Kinogutscheine oder Warengutscheine bis zu einem Wert von 50 Euro. Ob der Gutschein eine Wertangabe enthält, ist dabei nicht relevant. Voraussetzung ist, dass der Gutschein an eine Sachleistung gebunden ist.[1] Eine Erstattung oder Ausbezahlung von Geldbeträgen muss ausgeschlossen sein.
- Geschenke zu besonderen Anlässen: Als Sachbezug gelten nach R 19.6 LStR Sachleistungen in Form von Aufmerksamkeiten des Arbeitgebers bis zu einem Wert von 60 Euro (vor 2015: 40 Euro), die „im gesellschaftlichen Verkehr üblicherweise ausgetauscht werden“. Voraussetzung für die Steuerfreiheit ist hier, dass die Zuwendung aufgrund eines „besonderen persönlichen Anlasses“ erfolgt. Solch ein Anlass kann z. B. der Geburtstag, das Firmenjubiläum oder die Hochzeit eines Mitarbeiters sein.
- Arbeitskleidung (§ 3 Nr. 31 EStG)
- Kindergartenzuschuss (§ 3 Nr. 33 EStG)
- Gesundheitsförderung bis zu 600 Euro pro Jahr und Mitarbeiter (§ 3 Nr. 34 EStG)
- Betreuungsbeihilfeleistungen zur Verbesserung der Work-Life-Balance (Beruf-Kinder und pflegebedürftige Familienangehörige) (§ 3 Nr. 34a EStG)
- Privatnutzung betrieblicher IT-/Kommunikationstechnik durch Arbeitnehmer (§ 3 Nr. 45 EStG)
- unentgeltliche Aufladung eines Elektrofahrzeugs am Arbeitsplatz (§ 3 Nr. 46 EStG)
- Fahrtkostenzuschüsse – Jobticket (§ 8 Abs. 2 Satz 1 EStG)
- pauschalversteuerter Sachbezug (§ 37b EStG)
- Mahlzeiten (§ 40 EStG)
- Rumausgabe bei Mitgliedern der schwimmenden Einheiten der Royal Navy bis 1970

### Bewertung des Sachbezugs
Der Wert eines Sachbezugs ist nach § 8 EStG mit dem Endpreis am Abgabeort, gemindert um übliche Preisnachlässe, anzusetzen.
Vorgaben zur Bewertung existieren hinsichtlich der Überlassung von Firmenwagen. Für Kost und Logis sind die Werte in der Sozialversicherungsentgeltverordnung im Einzelnen festgelegt.
Erhält ein Arbeitnehmer auf Grund seines Dienstverhältnisses Waren oder Dienstleistungen, die vom Arbeitgeber nicht überwiegend für den Bedarf seiner Arbeitnehmer hergestellt, vertrieben oder erbracht werden, gilt als Sachbezug der um 4 % geminderte Endpreis. Endpreis ist der Wert, zu dem der Arbeitgeber oder der dem Abgabeort nächstansässige Abnehmer die Waren oder Dienstleistungen fremden Letztverbrauchern im allgemeinen Geschäftsverkehr anbietet. Sachbezüge sind steuerfrei, soweit sie aus dem Arbeitsverhältnis insgesamt 1.080 Euro im Kalenderjahr nicht übersteigen (Rabattfreibetrag).

### Besteuerung
Optional besteht für betrieblich veranlasste Zuwendungen, die zusätzlich zur ohnehin vereinbarten Leistung oder Gegenleistung erbracht werden, und für Geschenke an Personen, die nicht Arbeitnehmer des Steuerpflichtigen sind, die Möglichkeit, die Einkommensteuer als Pauschalsteuer mit 30 % nach § 37b EStG für den Empfänger zu übernehmen.
Beim Sachbezug gilt das Zuflussprinzip.

## Österreich
Sachzuwendungen an Dienstnehmer gelten als lohnsteuerpflichtige Bezugsteile. Das Gesetz normiert nur bestimmte Geschenke des Arbeitgebers an seine Arbeitnehmer sowie bestimmte Vorteile aus der Teilnahme an Betriebsveranstaltungen mit den dabei verbundenen üblichen Sachzuwendungen als lohnsteuerbefreit.